# St. Mauritius (Frutigen)

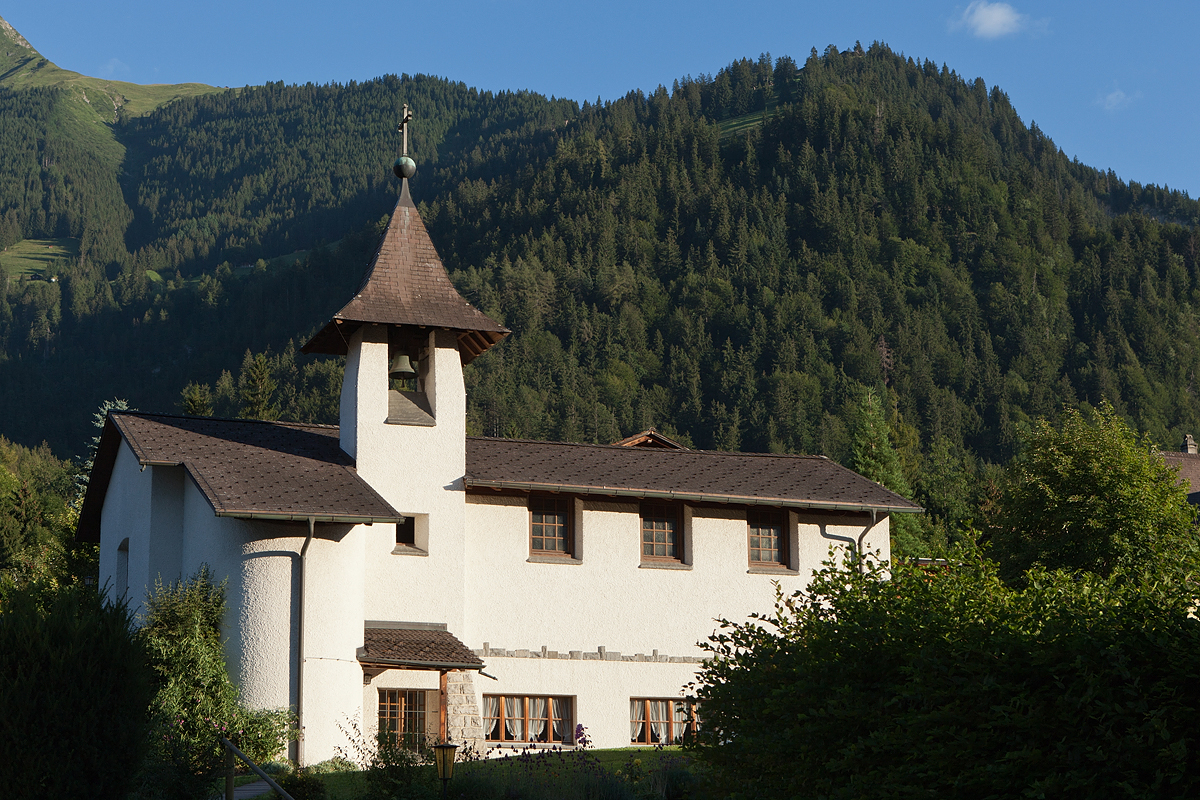
Mauritiuskirche Frutigen

Die Kirche St. Mauritius an der Gufergasse 3 in Frutigen ist die römisch-katholische Kirche der Pfarrei St. Mauritius Frutigen. Die Pfarrei umfasst das Gebiet von Kandertal, Engstligental und Kiental, die politischen Gemeinden Frutigen, Reichenbach (bis zur Suld), Kandergrund, Kandersteg und Adelboden.

## Geschichte
Die 1959 entstandene Pfarrei in Frutigen war mit Adelboden und Kandersteg ein Teil der 1935 selbständig gewordenen Pfarrei Bruder Klaus in Spiez. Zuvor wurden seit dreissig Jahren Gottesdienste in einem Gartenhäuschen und in verschiedenen Hotels gefeiert. Dem wachsenden Bedürfnis nach einer eigenen Kirche wurde 1942 entsprochen und mit der Bauplanung begonnen. Die Architekten Studer, Solothurn, und Münzenberger, Spiez, erbauten die Kirche im Berner Heimatstil. Der damalige Spiezer Pfarrer Germain Brossard trug wesentlich zur Entstehung der Kirche bei. Am 23. Juli 1944 wurde die Kirche von Bischof Franziskus von Streng unter Beisein von Generalvikar Eugène Folletête (1871–1956) und anderen geistlichen und weltlichen Würdenträgern eingeweiht. Patron der Kirche ist der Märtyrer St. Mauritius. Beim Umbau 1973 wurde ein Unterrichtsraum im Untergeschoss eingerichtet. Die Betreuung in den Berner Oberländer Kapellen durch Kurgeistliche wird seitdem weiter gepflegt.

## Baubeschreibung
Das weissverputzte Gebäude wurde 2013 eine Erweiterung als Windfang vor dem Eingang angebaut. Der Eingang zum Unterrichtsraum befindet sich im Untergeschoss des Glockenturms. Der halbrunde Anbau am Chor enthält das Treppenhaus vom Untergeschoss zum Altarraum. Das Pfarrhaus steht auf dem Nachbargrundstück der 1944 erbauten Kirche.

### Innenraum und künstlerische Ausstattung
Eine leicht gewölbte Holzdecke überspannt das Kirchenschiff. An der Chorrückwand hängt ein grosses Kruzifix und an den Ecken des Chors sind eine holzgeschnitzte Marien- und eine Mauritiusstatue angebracht. Ebenfalls aus Lindenholz geschnitzt sind die Kreuzwegstationen an den Seitenwänden.

## Geläute
Eine einzige Glocke hängt im seitlich angebauten Glockenturm. Stimmung: d’’.